# Szegénylegények
Szegénylegények é um filme de drama húngaro de 1966 dirigido e escrito por Miklós Jancsó e Gyula Hernádi. Foi selecionado como representante da Hungria à edição do Oscar 1968, organizada pela Academia de Artes e Ciências Cinematográficas.

## Elenco
- János Görbe - János Gajdar
- Zoltán Latinovits - Imre Veszelka
- Tibor Molnár - Kabai
- Gábor Agárdy - Torma
- András Kozák - Ifj. Kabai
- Béla Barsi - Foglár
- József Madaras - Magyardolmányos
- János Koltai - Béla Varju
- István Avar - Vallató I
- Lajos Őze - Vallató II